# Mañana Será Bonito Tour
Mañana Será Bonito Tour foi a quarta turnê da cantora colombiana Karol G, lançada em apoio ao seu quarto álbum de estúdio Mañana Será Bonito (2023) e sua segunda mixtape Mañana Será Bonito (Bichota Season). A turnê por estádios começou em 10 de agosto de 2023, em Paradise, Nevada e foi finalizada em 23 de julho de 2024 no Estádio Santiago Bernabéu, em Madrid.
Com um faturamento bruto de mais de US$ 313 milhões e um público de 2,3 milhões, Mañana Será Bonito se tornou a turnê latina de maior bilheteria de todos os tempos de uma artista feminina, e a segunda no geral, atrás da World's Hottest Tour de Bad Bunny.

## Repertório
O repertório abaixo é representativo do show do dia 14 de agosto de 2023, em Santa Clara. Não é representativo de todos os shows da turnê.
Ato I
1. "TQG"
2. "Besties"
3. "Mi Cama"
4. "El Barco"
5. "X Si Volvemos"
6. "Tusa"
7. "Amargura"

Ato II
1. "Bichota G"
2. "Oki Doki"
3. "Una Noche En Medellín"
4. "Qlona"
5. "Sejodioto"
6. "Punto G"
7. "Bichota" / "El Makinon"
8. "Carolina"
9. "Gatúbela"
10. "Tá OK"

Ato III
1. "Ocean"
2. "Pero Tú"
3. "Mercurio"
4. "A Ella"
5. "Créeme"

Ato IV
1. "Mientras Me Curo del Cora"
2. "Ojos Ferrari"
3. "Tus Gafitas"
4. "Cairo"
5. "Gucci Los Paños"
6. "200 Copas"
7. "Mi Ex Tenía Razón"
8. "Mamiii"
9. "S91"
10. "Provenza"
11. "Mañana Será Bonito"

## Desenvolvimento
As turnês anteriores de Karol G, Strip Love Tour, bem como a etapa refeita de sua Bichota Tour, que aconteceu de maio a novembro de 2022, arrecadaram US$ 89,47 milhões e venderam 691.454 ingressos em 53 shows na América do Norte e Latina, segundo a Billboard Boxscore. Foi a turnê feminina latina de maior bilheteria do ano e a vigésima sexta no geral.
Para apoiar o lançamento de seu quarto álbum de estúdio, Karol G anunciou sua nova turnê em 27 de abril de 2023, por meio de um trailer. Ela já havia realizado três shows de lançamento de álbum no Estádio Hiram Bithorn em San Juan, Porto Rico, em março, apresentando os convidados surpresa Feid, Sean Paul, Romeo Santos e Bad Gyal. Mais seis shows foram anunciados em 1 de junho. Os artistas de abertura foram anunciados em 4 de agosto.

## Prêmios e indicações
| Ano  | Premiação                    | Categoria                      | Resultado | Ref.          |
| ---- | ---------------------------- | ------------------------------ | --------- | ------------- |
| 2023 | Billboard Music Awards       | Melhor Artista Latino em Turnê | Venceu    | [ 5 ] [ 6 ]   |
| 2024 | Pollstar Awards              | Turnê Latina do Ano            | Venceu    | [ 7 ]         |
| 2024 | Premio Lo Nuestro            | Turnê do Ano                   | Venceu    | [ 8 ]         |
| 2024 | Latin American Music Awards  | Turnê do Ano                   | Indicado  | [ 9 ] [ 10 ]  |
| 2024 | Prêmios MTV MIAW             | Evento do Ano                  | Venceu    | [ 11 ] [ 12 ] |
| 2024 | Billboard Latin Music Awards | Turnê do Ano                   | Venceu    | [ 13 ] [ 14 ] |
| 2025 | Premio Lo Nuestro            | Turnê do Ano                   | Pendente  | [ 15 ]        |

## Datas
| Data                    | Cidade              | País                 | Local                          | Ato(s) de abertura                           | Público               | Receita        |
| Parte 1                 | Parte 1             | Parte 1              | Parte 1                        | Parte 1                                      | Parte 1               | Parte 1        |
| ----------------------- | ------------------- | -------------------- | ------------------------------ | -------------------------------------------- | --------------------- | -------------- |
| 10 de agosto de 2023    | Paradise            | Estados Unidos       | Allegiant Stadium              | Agudelo                                      | 31,902 / 31,902       | US$7,212,809   |
| 14 de agosto de 2023    | Santa Clara         | Estados Unidos       | Levi's Stadium                 | Agudelo                                      | 43,363 / 43,363       | US$6,988,710   |
| 18 de agosto de 2023    | Pasadena            | Estados Unidos       | Rose Bowl                      | Agudelo Young Miko                           | 115,703 / 115,703     | US$25,446,544  |
| 19 de agosto de 2023    | Pasadena            | Estados Unidos       | Rose Bowl                      | Agudelo                                      | 115,703 / 115,703     | US$25,446,544  |
| 25 de agosto de 2023    | Miami Gardens       | Estados Unidos       | Hard Rock Stadium              | Agudelo Bad Gyal                             | 89,814 / 89,814       | US$18,578,460  |
| 26 de agosto de 2023    | Miami Gardens       | Estados Unidos       | Hard Rock Stadium              | Agudelo Bad Gyal                             | 89,814 / 89,814       | US$18,578,460  |
| 29 de agosto de 2023    | Houston             | Estados Unidos       | NRG Stadium                    | Agudelo Young Miko                           | 48,980 / 48,980       | US$10,163,164  |
| 31 de agosto de 2023    | San Antonio         | Estados Unidos       | Alamodome                      | Agudelo                                      | 40,387 / 40,387       | US$5,241,375   |
| 2 de setembro de 2023   | Dallas              | Estados Unidos       | Cotton Bowl                    | Agudelo                                      | 68,914 / 68,914       | US$11,313,933  |
| 7 de setembro de 2023   | East Rutherford     | Estados Unidos       | MetLife Stadium                | Agudelo                                      | 109,793 / 109,793     | US$24,373,218  |
| 8 de setembro de 2023   | East Rutherford     | Estados Unidos       | MetLife Stadium                | Agudelo Young Miko                           | 109,793 / 109,793     | US$24,373,218  |
| 15 de setembro de 2023  | Chicago             | Estados Unidos       | Soldier Field                  | Agudelo Young Miko                           | 52,505 / 52,505       | US$10,028,807  |
| 21 de setembro de 2023  | Atlanta             | Estados Unidos       | Mercedes-Benz Stadium          | Agudelo Young Miko                           | 48,838 / 48,838       | US$6,581,701   |
| 24 de setembro de 2023  | Orlando             | Estados Unidos       | Camping World Stadium          | Agudelo Young Miko                           | 49,128 / 49,128       | US$6,508,388   |
| 28 de setembro de 2023  | Foxborough          | Estados Unidos       | Gillette Stadium               | Agudelo Young Miko                           | 49,134 / 49,134       | US$6,007,750   |
| 1 de dezembro de 2023   | Medellín            | Colômbia             | Estádio Atanasio Girardot      | Mar Mejía, Jhay P, Nath, Agudelo, Young Miko | 95,382 / 95,382       | US$10,746,637  |
| 2 de dezembro de 2023   | Medellín            | Colômbia             | Estádio Atanasio Girardot      | Soley, Jhay P, Agudelo, Ñejo, Ryan Castro    | 95,382 / 95,382       | US$10,746,637  |
| Parte 2                 |                     |                      |                                |                                              |                       |                |
| 8 de fevereiro de 2024  | Cidade do México    | México               | Estádio Azteca                 | —                                            | 140,795 / 140,795     | US$18,410,706  |
| 9 de fevereiro de 2024  | Cidade do México    | México               | Estádio Azteca                 | —                                            | 140,795 / 140,795     | US$18,410,706  |
| 10 de fevereiro de 2024 | Cidade do México    | México               | Estádio Azteca                 | —                                            | 140,795 / 140,795     | US$18,410,706  |
| 16 de fevereiro de 2024 | Monterrei           | México               | Estádio Mobil Super            | —                                            | 52,643 / 52,643       | US$7,273,924   |
| 17 de fevereiro de 2024 | Monterrei           | México               | Estádio Mobil Super            | —                                            | 52,643 / 52,643       | US$7,273,924   |
| 23 de fevereiro de 2024 | Zapopan             | México               | Estádio Tres de Marzo          | —                                            | 50,804 / 50,804       | US$7,675,116   |
| 24 de fevereiro de 2024 | Zapopan             | México               | Estádio Tres de Marzo          | —                                            | 50,804 / 50,804       | US$7,675,116   |
| 1 de março de 2024      | Cidade da Guatemala | Guatemala            | Explanada Cardales de Cayalá   | —                                            | 38,610 / 38,610       | US$5,171,919   |
| 2 de março de 2024      | Cidade da Guatemala | Guatemala            | Explanada Cardales de Cayalá   | —                                            | 38,610 / 38,610       | US$5,171,919   |
| 5 de março de 2024      | San Salvador        | El Salvador          | Estádio Cuscatlán              | —                                            | 28,719 / 28,719       | US$2,104,317   |
| 9 de março de 2024      | San José            | Costa Rica           | Estádio Nacional               | —                                            | 104,761 / 104,761     | US$8,597,495   |
| 10 de março de 2024     | San José            | Costa Rica           | Estádio Nacional               | —                                            | 104,761 / 104,761     | US$8,597,495   |
| 15 de março de 2024     | Santo Domingo       | República Dominicana | Estádio Olímpico Félix Sánchez | —                                            | 54,878 / 54,878       | US$6,261,995   |
| 16 de março de 2024     | Santo Domingo       | República Dominicana | Estádio Olímpico Félix Sánchez | —                                            | 54,878 / 54,878       | US$6,261,995   |
| 22 de março de 2024     | Caracas             | Venezuela            | Estádio Simón Bolivar          | Micro TDH Elena Rose Agudelo                 | 75,621 / 75,621       | US$11,397,080  |
| 23 de março de 2024     | Caracas             | Venezuela            | Estádio Simón Bolivar          | Micro TDH Elena Rose Agudelo                 | 75,621 / 75,621       | US$11,397,080  |
| 5 de abril de 2024      | Bogotá              | Colômbia             | Estádio El Campín              | —                                            | 79,796 / 79,796       | US$10,071,510  |
| 6 de abril de 2024      | Bogotá              | Colômbia             | Estádio El Campín              | —                                            | 79,796 / 79,796       | US$10,071,510  |
| 12 de abril de 2024     | Lima                | Peru                 | Estádio Nacional do Peru       | —                                            | 88,573 / 88,573       | US$12,033,193  |
| 13 de abril de 2024     | Lima                | Peru                 | Estádio Nacional do Peru       | —                                            | 88,573 / 88,573       | US$12,033,193  |
| 19 de abril de 2024     | Santiago            | Chile                | Estádio Nacional de Chile      | Denise Rosenthal                             | 168,120 / 168,120     | US$14,941,774  |
| 20 de abril de 2024     | Santiago            | Chile                | Estádio Nacional de Chile      | Denise Rosenthal                             | 168,120 / 168,120     | US$14,941,774  |
| 21 de abril de 2024     | Santiago            | Chile                | Estádio Nacional de Chile      | Denise Rosenthal                             | 168,120 / 168,120     | US$14,941,774  |
| 26 de abril de 2024     | Buenos Aires        | Argentina            | Estádio Vélez Sarsfield        | —                                            | 82,818 / 82,818       | US$8,006,445   |
| 27 de abril de 2024     | Buenos Aires        | Argentina            | Estádio Vélez Sarsfield        | —                                            | 82,818 / 82,818       | US$8,006,445   |
| 2 de maio de 2024       | Assunção            | Paraguai             | Estádio General Pablo Rojas    | —                                            | 33,207 / 33,207       | US$1,729,377   |
| 10 de maio de 2024      | São Paulo           | Brasil               | Centro Esportivo Tietê         | —                                            | 9,247 / 15,174        | US$980,755     |
| 8 de junho de 2024      | Zurique             | Suíça                | Hallenstadion                  | —                                            | 13,157 / 13,157       | US$1,300,143   |
| 11 de junho de 2024     | Colônia             | Alemanha             | Lanxess Arena                  | —                                            | 14,541 / 14,541       | US$1,358,694   |
| 14 de junho de 2024     | Amesterdão          | Países Baixos        | Ziggo Dome                     | —                                            | 24,869 / 24,869       | US$2,458,187   |
| 15 de junho de 2024     | Amesterdão          | Países Baixos        | Ziggo Dome                     | —                                            | 24,869 / 24,869       | US$2,458,187   |
| 18 de junho de 2024     | Londres             | Inglaterra           | O2 Arena                       | —                                            | 29,780 / 29,780       | US$3,608,153   |
| 19 de junho de 2024     | Londres             | Inglaterra           | O2 Arena                       | —                                            | 29,780 / 29,780       | US$3,608,153   |
| 22 de junho de 2024     | Paris               | França               | Accor Arena                    | —                                            | 28,192 / 28,192       | US$2,943,889   |
| 23 de junho de 2024     | Paris               | França               | Accor Arena                    | —                                            | 28,192 / 28,192       | US$2,943,889   |
| 25 de junho de 2024     | Milão               | Itália               | Mediolanum Forum               | —                                            | 21,079 / 21,079       | US$2,138,672   |
| 26 de junho de 2024     | Milão               | Itália               | Mediolanum Forum               | —                                            | 21,079 / 21,079       | US$2,138,672   |
| 29 de junho de 2024     | Antuérpia           | Bélgica              | Sportpaleis                    | —                                            | 18,226 / 18,226       | US$1,632,695   |
| 2 de julho de 2024      | Berlim              | Alemanha             | Mercedes-Benz Arena            | —                                            | 12,054 / 12,054       | US$1,233,767   |
| 7 de julho de 2024      | Lisboa              | Portugal             | Altice Arena                   | —                                            | 33,830 / 33,830       | US$3,078,892   |
| 8 de julho de 2024      | Lisboa              | Portugal             | Altice Arena                   | —                                            | 33,830 / 33,830       | US$3,078,892   |
| 20 de julho de 2024     | Madrid              | Espanha              | Estadio Santiago Bernabeu      | —                                            | 219,943 / 219,943     | US$23,594,354  |
| 21 de julho de 2024     | Madrid              | Espanha              | Estadio Santiago Bernabeu      | —                                            | 219,943 / 219,943     | US$23,594,354  |
| 22 de julho de 2024     | Madrid              | Espanha              | Estadio Santiago Bernabeu      | —                                            | 219,943 / 219,943     | US$23,594,354  |
| 23 de julho de 2024     | Madrid              | Espanha              | Estadio Santiago Bernabeu      | —                                            | 219,943 / 219,943     | US$23,594,354  |
| Total                   | Total               | Total                | Total                          | Total                                        | 2,278,547 / 2,284,474 | US$313,320,445 |